# ネパール共産党
ネパール共産党（ねぱーるきょうさんとう）は、ネパールにかつて存在した政党。
1949年4月29日、ラナ宰相家の独裁、封建制、帝国主義と闘うために、
インドのカルカッタで結成。初代総書記はプシュパ・ラール・シュレシュタが就任。1951年、ラナ家支配打倒に大きな役割を果たす。1952年から1956年まで、当局から弾圧を受ける。1954年、地下で第一回党大会を開き、マン・モハン・アディカリが総書記となる。1957年はじめて公然と第二回党大会を開く。ケーシャル・ジャンガ・ラヤマジが総書記に選ばれる。
ところが、ラヤマジは1960年の国王によるクーデターを支持する。このことはインド共産党指導者のアジョイ・ゴーシュを刺激し、路線を修正し、君主制に対する闘争を維持するように求めた。1961年、ネパールではすべての政党が禁止された。共産党にも政府の弾圧が加えられた。
しかしながらラヤマジは国王の政治に対する一定の信頼を表明した。このことは党内の反対派の厳しい反発を呼び起こした。
紛争を解決するためインドで中央委員会が開かれ、一ヶ月続いた。そして、3つの路線が生まれた。
1. ラヤマジによる親立憲君主制路線。
2. プシュパ・ラール・シュレシュタによる、解散された議会を広範な国民運動により回復させる路線。
3. モハン・ビクラム・シンハによる制憲議会の開催を求める路線。

第3の路線が勝利を収めたが、中央委員会でこの意見を代表していたのはシンハひとりであった。
1962年4月、党の一部がインドのヴァーラーナシーで第3回党大会を開催した。大会ではトゥラシー・ラール・アマーティヤを総書記に選び、国民民主革命路線を提唱し、ラヤマジの除名を議決した。しかし、中央委員会を牛耳っていたラヤマジのグループはこの大会を無効とした。
結果として党は二つに分裂した。アマーティヤが指導する共産党と、ラヤマジが指導する共産党である。このことをきっかけとして、ネパールの共産党は、分裂・離合集散を繰り返す状況となり、現在に至っている。